# Amy Robsart
Amy Dudley (flicknamn: Amy Robsart), född den 7 juni 1532, död den 8 september 1560, var den blivande earlens av Leicester, Robert Dudleys första hustru. Robert Dudley var Elisabet I:s främsta favorit och en av de mest inflytelserika personerna i det elisabetanska England. Amy Dudley har främst blivit bekant i historien på grund av sin död, som omgivits av en mängd spekulationer. Den orsak till hennes bortgång som blivit vanligast att sätta tilltro till är att hon bröt nacken vid ett fall nerför en trappa. Då allmänheten var övertygad om att hennes make Dudley eftersträvade ett äktenskap med drottningen, var det många som efter hustruns död anklagade honom för att ha orsakat den. I den berömda smädesskriften Leicester's Commonwealth pekades Dudley ut som sin hustrus mördare. Moderna forskare har pekat ut Amy Dudleys död och ryktesspridningen kring densamma som en möjlig orsak till att det äktenskap mellan drottning Elisabet och Dudley som många väntade sig aldrig blev av. Särskilt under 1800-talet skrevs det många biografier som anslöt sig till denna teori.

## Biografi

### Levnad

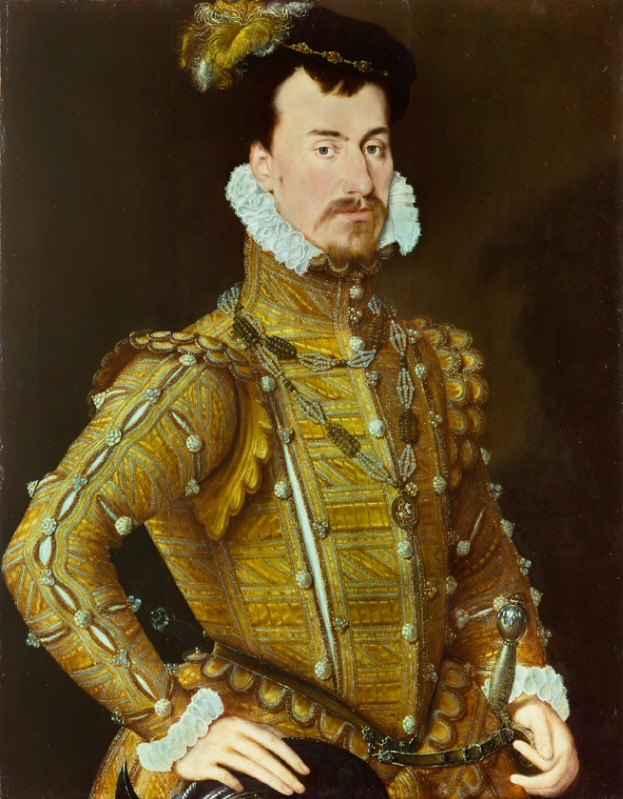
Lord Robert Dudley, Amys make, cirka 1559.

Amy Robsart föddes i Norfolk som dotter och arvtagerska till sir John Robsart som tillhörde den besuttna lantadeln. Hennes mor hette Elizabeth Scott. Tre dagar före sin artonde födelsedag gifte sig Amy Robsart med Robert Dudley som var en yngre son till John Dudley, 1:e hertig av Northumberland. Roberts yngre bror, Guilford Dudley kom senare att gifta sig med Lady Jane Grey som var Englands okrönta drottning under nio dagar. Amy och Robert träffades antagligen ungefär tio månader före bröllopet. Amy skulle komma att ärva sin fars stora egendomar då båda hennes föräldrar avlidit. Fram till dess var dock paret i hög grad beroende av det ekonomiska underhåll de fick från sina fäder, främst hertigen av Northumberland. Äktenskapet grundade sig troligen på en förälskelse. Åren 1549 till 1550 var hertigen av Northumberland den mäktigaste mannen i England. Detta äktenskap stärkte hans maktställning i Norfolk, där den dittills varit svag, och det var detta som gjorde att han kunde acceptera sonens val av hustru. William Cecil refererade senare sarkastiskt till detta "äktenskap byggt på köttets lust".
När bröllopet hölls den 4 juni 1550 skedde det i kungens, Edward VI av England, närvaro. När hennes make hölls fången i Towern i 15 månader efter sin inblandning i försöket att kringgå prinsessan Marias rätt att överta tronen efter sin brors död 1553, begärde Amy Dudley lov av drottningens Privy Council att besöka honom där. När sedan Elisabet blev drottning kom Dudley att tillbringa det mesta av sin tid vid hovet. Som Master of Horse var det hans plikt att övervaka drottningens stall, att rida på jakt med henne, samt att anordna hovets förlustelser. Detta innebar att Dudley oftast befann sig vid drottningens sida. Elisabet föreföll vara förälskad i honom, och intrycket var att de hade en kärleksaffär. I april 1559 skickade flera utländska ambassadörer rapporter hem om att det spekulerades vid hovet i huruvida drottningen hade för avsikt att gifta sig med Dudley "i den händelse att hans hustru skulle avlida", då det sades att Lady Dudley led av en sjukdom i sitt ena bröst. Amy Dudley kom till London i maj till juni år 1559 för att vara med då Dudley installerades som riddare av Strumpebandsorden, och för att delta i festligheterna efteråt. Tolv extra hästar hade hyrts in för att hon skulle kunna färdas ståndsmässigt. I samband med detta besök, den 6 juni, skrev den nye spanske ambassadören de Quadra att hennes hälsa verkade ha förbättrats, men att hon var mycket noga med vad hon åt. Under år 1560 förefaller Amy Dudley ha dragit ner på sina resor mellan olika herresäten, och istället slog hon sig ner på herrgården Cumnor Place, i närheten av Abingdon i dåvarande Berkshire (numera Oxfordshire). Denna egendom tillhörde nära vänner till familjen Dudley och hushållen levde tillsammans på herrgården. Amy Dudley fortsatte att beställa klänningar och tillbehör vilket framgår av hennes efterlämnade räkenskaper och ett brev hon skrev till sin make den 24 augusti 1560.

### Död och rättsligt efterspel

#### Ett fall mot döden

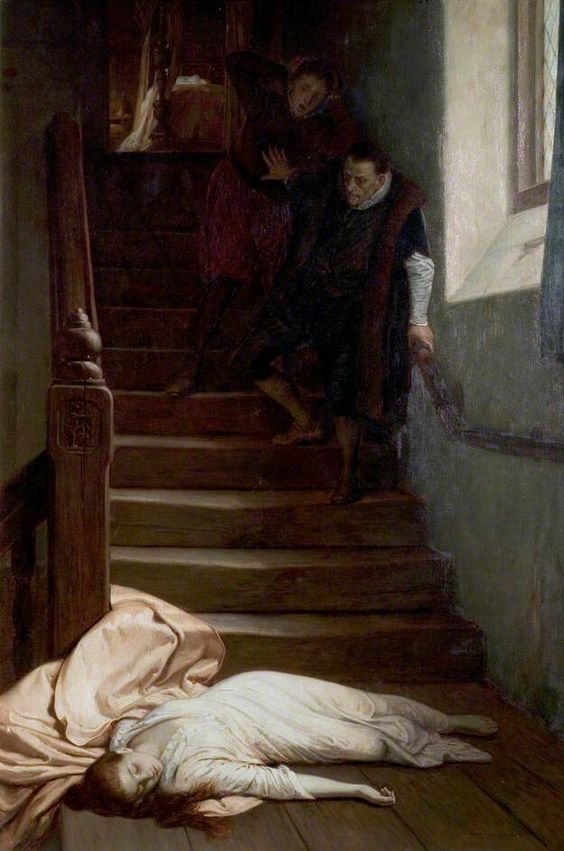
Amy Robsarts död, av den viktorianska målaren William Frederick Yeames.

Amy Robsart, lady Dudley, är mest bekant i historien på grund av sin död, som inträffade söndagen den 8 september 1560, på Cumnor Place. Denna dag hölls en marknad, Our Lady's Fair i Abingdon. Amy gav alla sina tjänare tillåtelse att gå på marknaden, och när några ville stanna hemma blev hon arg och upprörd och insisterade på att de skulle gå. Hennes sällskapsdam Mrs. Odingsells vägrade trots detta att ge sig av, då hon menade att det skulle vara opassande för henne att beblanda sig med allmänheten på en söndag. Detta innebar att Amy Dudley och Mrs. Odingsells, tillsammans med den tidigare husägarens gamla mor Mrs. Owens, befann sig ensamma i huset den ödesdigra dagen. Därtill torde även någon medlem av tjänstefolket ha stannat kvar för att passa upp på dem. När resten av tjänarna återvände från marknaden fann de Amy död, liggande på golvet nedanför en trappa. Dudley, som befann sig i Windsor tillsammans med drottningen, skickade en avlägsen släkting, sir Thomas Blount, för att ta reda på så mycket som möjligt om omständigheterna kring hustruns död. Redan Blounts första undersökning visade att det fanns oklarheter kring omständigheterna kring Amy Robsarts död, och att det fanns risk för att det skulle ifrågasättas om det handlat om en olycka.  En formell undersökning genomfördes också.

#### Fallet prövas
Den medicinska rapporten från undersökningen av Amy Robsarts döda kropp återupptäcktes på 2000-talet i National Archives i Kew. Enligt denna rapport hade lady Dudley, utöver en bruten nacke, även två sår i huvudet, varav det ena var fem centimeter djupt. Detta skulle kunna överensstämma med sår som Amy Robsart ådragit sig vid fallet, men skulle även kunna överensstämma med att våld utövats mot henne.
 

I sir Thomas Blounts redogörelse förekommer vittnesmål om Amy Robsarts sinnesstämning som skulle kunna ses som underlag för misstanken att hennes död var självförvållad. I en religiös kontext sågs självmord som en svår synd, vittnen som var vänner till Amy Robsart var också noga med att ta avstånd från teorin under de rättsliga förhören.  Av Blounts brevväxling med Dudley framgår att Dudley krävde att även fakta som kunde skada någon skulle presenteras: 
| ” | Jag söker i första hand sanningen i denna sak, vilket jag ber dig enträget ha i åtanke utan att visa partiskhet åt ena eller andra hållet. | „ |

 Dudleys krav på opartisk behandling kan tolkas som ett tecken på hans oskuld, men kan också ses som ett bevis på att han skattade sitt rykte högre än sin förolyckade hustrus.  Dudley verkade också genom Blount för att säkerställa att juryn bestod av välkända män som respekterades i det lokala samhället. Juryns utslag blev att Amy Robsarts död orsakades av en olyckshändelse.
| ” | ...Där och då bröt Fru Amy sin egen nacke... varpå döden följde hasteligen... och så säga de edsvurne nämndemännen att den förutnämnda Fru Amy på det sätt och i den form som ovan sagts av olycka kom om livet och icke annorledes. | „ |

Amy Robsart begravdes med vederbörlig pompa och ståt i Saint Mary i Oxford. Som seden var deltog inte Dudley vid begravningen. Drottningen lät utlysa hovsorg.

## Efterdyningar
Många menade att Dudley hade låtit mörda sin hustru, för att på så sätt bli fri att gifta om sig med drottning Elisabet. Källorna visar dock att Dudley själv omedelbart insåg att händelsen skulle svärta ner hans namn och orsaka en skandal, vilket skulle kunna förstöra alla hans möjligheter i den riktningen. Dudley pekades ut som sin hustrus mördare i skriften Leicester's Commonwealth som publicerades anonymt år 1584, i syfte att svärta ner Dudley i samband med att katoliker såg Dudley som ett hot mot Maria Stuart. Det bedöms idag som ytterst osannolikt att han skulle ha iscensatt sin hustrus bortgång på detta sätt. Det har vid ett par tillfällen påståtts att han till och med skulle ha invigt drottningen i mordplanen, att hon kanske även skulle ha varit delaktig i planeringen och utförandet av mordet. Det är känt att hon anmärkte till den spanske ambassadören de Quadra att Dudleys hustru var "död eller nästan död", vilket enligt vissa uppgiftslämnare skulle ha skett innan mordet utfördes. Idag har historikerna dock kommit fram till att denna kommentar antagligen fälldes efter att Amy omkommit, men innan hennes bortgång tillkännagivits, vilket lett till missuppfattningar om kronologin.
William Cecil, drottningens statssekreterare, såg Dudleys växande inflytande som ett hot mot sin egen ställning. Då han och Dudley var rivaler om drottningens gunst såg han dessutom möjligheten att Dudley skulle få gifta sig med drottningen som att allvarligt hot mot sin egen framtid som makthavare. Detta innebär att Cecil hade ett starkt motiv att förhindra ett äktenskap mellan Dudley och Elisabet. Via den spanske ambassadörens rapporter är det känt att Cecil spred rykten om att Dudley planerade att göra av med sin hustru, och att drottningen skulle vara invigd i dessa planer. Antagligen kände Cecil i likhet med Dudley och drottningen till att Amy hade förolyckats innan detta hade offentliggjorts, vilket även i detta fall lett till att tidpunkterna för händelserna sammanblandats. Den skandal som blev resultatet av Amy Dudleys död kan ha bidragit till Elisabets beslut att inte gifta sig med Robert Dudley.
I exempelvis Susan Kay's Gloriana framförs teorin att drottning Elisabet var delaktig i mordet på Amy Robsart, tillsammans med Cecil. Argumentet som framförs är Elisabets och Cecils ord till de Quadra om Amy Robsarts död, och syftet skulle ha varit att Elisabet ville försäkra sig om ett fortsatt förhållande med Dudley samtidigt som kraven på ett giftermål mellan dem eliminerades.
Det var känt före hennes död att Amy led av en sjukdom i bröstet. Ian Laird, professor i medicin, föreslog 1956 i en artikel i English Historical Review att Amy Dudley kan ha lidit av bröstcancer, vilken kan ha spridit sig genom metastaser till ryggraden och att detta kan ha fått som följd att hennes nacke blev bräcklig och kunde brytas även vid ett mindre fall, så som ner för en måttligt brant trappa. Denna förklaring har blivit allmänt accepterad bland de moderna historikerna. En annan teori som förts fram är att Amy skulle ha begått självmord, antingen på grund av sin sjukdom och de fruktansvärda smärtor denna tvingade henne att leva med, eller på grund av den stress och olycka det måste ha orsakat henne att rykten om hennes makes skandalösa förhållande till drottningen cirkulerade i hela England. Självmord skulle kunna förklara hennes märkliga beteende då hon beordrade hela tjänstestaben ut ur huset den där dagen. Det finns även uppgift om att hon ofta skulle ha bett "till Gud att han skulle befria henne från hennes lidanden".
Drottning Elisabet gifte sig aldrig. Robert Dudley gifte dock om sig med Lettice Knollys. Paret fick en son tillsammans som dock inte överlevde till vuxen ålder. Robert Dudley avled år 1588.

## Eftermäle

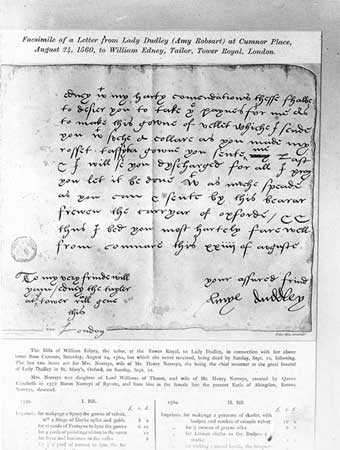
Amy Robsarts sista brev, till sin skräddare.

Då Dudleys makt och inflytande bara växte under Elisabets fortsatta regeringstid, fram till hans död strax efter segern över den spanska armadan, kom Dudley att bli en av Europas mest baktalade män. Myterna kring Amys död växte och spreds i rask takt, bland annat genom den ökända Leycesters Commonwealth, en smädesskrift mot Dudley som publicerades år 1584 och som genom historien har haft stort inflytande över både bilden av Dudley och legenden om mordet på Amy Dudley. Historien om den tragiskt övergivna och mördade unga hustrun kom snart även att sätta avtryck i populärkulturen. Redan år 1608 skrevs en folklig tragedi, A Yorkshire Tragedy där man anspelade på Amys död genom att säga att man, liksom en framstående politiker, kan göra sig av med sin oönskade hustru genom att knuffa henne nerför trappan. Under 1800-talet blev det mycket populärt att inom konst och litteratur återanvända historien om Amy Dudley, bland annat på grund av succéromanen Kenilworth, av Walter Scott. I denna berättelse är Amy den tragiska och romantiska hjältinnan. Boken satte igång en livlig akademisk debatt gällande omständigheterna kring Amys död och inspirerade även till romantiserade målningar på temat som ju passade väl in i den viktorianska romantiken och historismen.

## Amy Robsart, lady Dudley, i skönlitteraturen
- Kenilworth av sir Walter Scott (1821)
- The Bright Day is Done: The Story of Amy Robsart av Judith Saxton (1974)
- To Shield the Queen av Fiona Buckley (1997)
- The Queen's Fool av Philippa Gregory (2003) (på svenska I drottningens närhet, 2004)
- The Virgin's Lover av Philippa Gregory (2005) (på svenska Jungfruns älskare, 2005)

### Översättning
Den här artikeln är helt eller delvis baserad på material från engelskspråkiga Wikipedia, Amy Robsart, 28 december 2009.